# Neoscona rufipalpis
Neoscona rufipalpis là một loài nhện trong họ Araneidae.
Loài này thuộc chi Neoscona. Neoscona rufipalpis được Hippolyte Lucas miêu tả năm 1858.